# Тревіс Грін
Тревіс Грін (англ. Travis Green, нар. 20 грудня 1970, Каслгар, БК) — колишній канадський хокеїст, що грав на позиції центрального нападника. Грав за збірну команду Канади.
Провів понад тисячу матчів у Національній хокейній лізі. 

## Ігрова кар'єра
Хокейну кар'єру розпочав 1986 року в ЗХЛ.
1989 року був обраний на драфті НХЛ під 23-м загальним номером командою «Нью-Йорк Айлендерс». 
Протягом професійної клубної ігрової кар'єри, що тривала 19 років, захищав кольори команд «Нью-Йорк Айлендерс», «Анагайм Дакс» , «Фінікс Койотс» , «Торонто Мейпл-Ліфс»  та «Бостон Брюїнс».
Загалом провів 1026 матчів у НХЛ, включаючи 56 ігор плей-оф Кубка Стенлі.
Виступав за збірну Канади.

## Тренерська кар'єра
З сезону 2010/11 працював асистентом головного тренера «Портленд Вінтергокс» (ЗХЛ), а з сезону 2013/14 головний тренер клубу «Ютіка Кометс».

## Нагороди та досягнення
- Срібний призер чемпіонату світу 1996 у складі збірної Канади.
- Золотий призер чемпіонату світу 1997 у складі збірної Канади.

## Статистика

### Клубні виступи
| Сезон        | Клуб                         | Ліга         | Регулярний сезон | Регулярний сезон | Регулярний сезон | Регулярний сезон | Регулярний сезон | Плей-оф | Плей-оф | Плей-оф | Плей-оф | Плей-оф |
| Сезон        | Клуб                         | Ліга         | І                | Г                | П                | О                | ШХ               | І       | Г       | П       | О       | ШХ      |
| ------------ | ---------------------------- | ------------ | ---------------- | ---------------- | ---------------- | ---------------- | ---------------- | ------- | ------- | ------- | ------- | ------- |
| 1986–87      | «Спокен Чифс»                | ЗХЛ          | 64               | 8                | 17               | 25               | 27               | 3       | 0       | 0       | 0       | 0       |
| 1987–88      | «Спокен Чифс»                | ЗХЛ          | 72               | 33               | 53               | 86               | 42               | 15      | 10      | 10      | 20      | 13      |
| 1988–89      | «Спокен Чифс»                | ЗХЛ          | 72               | 51               | 51               | 102              | 79               | —       | —       | —       | —       | —       |
| 1989–90      | «Спокен Чифс»                | ЗХЛ          | 50               | 45               | 44               | 89               | 90               | —       | —       | —       | —       | —       |
| 1989–90      | «Медисин-Гат Тайгерс»        | ЗХЛ          | 25               | 15               | 24               | 39               | 19               | 3       | 0       | 0       | 0       | 2       |
| 1990–91      | «Кепітал Дістрікт Айлендерс» | АХЛ          | 73               | 21               | 34               | 55               | 26               | —       | —       | —       | —       | —       |
| 1991–92      | «Кепітал Дістрікт Айлендерс» | АХЛ          | 71               | 23               | 27               | 50               | 10               | 7       | 0       | 4       | 4       | 21      |
| 1992–93      | «Кепітал Дістрікт Айлендерс» | АХЛ          | 20               | 12               | 11               | 23               | 39               | —       | —       | —       | —       | —       |
| 1992–93      | «Нью-Йорк Айлендерс»         | НХЛ          | 61               | 7                | 18               | 25               | 43               | 12      | 3       | 1       | 4       | 6       |
| 1993–94      | «Нью-Йорк Айлендерс»         | НХЛ          | 83               | 18               | 22               | 40               | 44               | 4       | 0       | 0       | 0       | 2       |
| 1994–95      | «Нью-Йорк Айлендерс»         | НХЛ          | 42               | 5                | 7                | 12               | 25               | —       | —       | —       | —       | —       |
| 1995–96      | «Нью-Йорк Айлендерс»         | НХЛ          | 69               | 25               | 45               | 70               | 42               | —       | —       | —       | —       | —       |
| 1996–97      | «Нью-Йорк Айлендерс»         | НХЛ          | 79               | 23               | 41               | 64               | 38               | —       | —       | —       | —       | —       |
| 1997–98      | «Нью-Йорк Айлендерс»         | НХЛ          | 54               | 14               | 12               | 26               | 66               | —       | —       | —       | —       | —       |
| 1997–98      | «Анагайм Дакс»               | НХЛ          | 22               | 5                | 11               | 16               | 16               | —       | —       | —       | —       | —       |
| 1998–99      | «Анагайм Дакс»               | НХЛ          | 79               | 13               | 17               | 30               | 81               | 4       | 0       | 1       | 1       | 4       |
| 1999–00      | «Фінікс Койотс»              | НХЛ          | 78               | 25               | 21               | 46               | 45               | 5       | 1       | 2       | 3       | 2       |
| 2000–01      | «Фінікс Койотс»              | НХЛ          | 69               | 13               | 15               | 28               | 63               | —       | —       | —       | —       | —       |
| 2001–02      | «Торонто Мейпл-Ліфс»         | НХЛ          | 82               | 11               | 23               | 34               | 61               | 20      | 3       | 6       | 9       | 34      |
| 2002–03      | «Торонто Мейпл-Ліфс»         | НХЛ          | 75               | 12               | 12               | 24               | 67               | 4       | 2       | 1       | 3       | 4       |
| 2003–04      | «Бостон Брюїнс»              | НХЛ          | 64               | 11               | 5                | 16               | 67               | 7       | 0       | 1       | 1       | 8       |
| 2005–06      | «Бостон Брюїнс»              | НХЛ          | 82               | 10               | 12               | 22               | 79               | —       | —       | —       | —       | —       |
| 2006–07      | «Анагайм Дакс»               | НХЛ          | 7                | 1                | 1                | 2                | 6                | —       | —       | —       | —       | —       |
| 2006–07      | «Торонто Мейпл-Ліфс»         | НХЛ          | 24               | 0                | 0                | 0                | 21               | —       | —       | —       | —       | —       |
| 2007–08      | «Цуг»                        | НЛА          | 29               | 9                | 11               | 20               | 126              | 6       | 0       | 3       | 3       | 12      |
| Усього в НХЛ | Усього в НХЛ                 | Усього в НХЛ | 970              | 193              | 262              | 455              | 764              | 56      | 10      | 11      | 21      | 60      |

### Збірна
| Рік                | Команда            | Турнір             | Місце              | І  | Г | П  | О  | ШХ |
| ------------------ | ------------------ | ------------------ | ------------------ | -- | - | -- | -- | -- |
| 1996               | Канада             | ЧС                 | 2                  | 8  | 5 | 3  | 8  | 8  |
| 1997               | Канада             | ЧС                 | 1                  | 11 | 3 | 6  | 9  | 12 |
| 1998               | Канада             | ЧС                 | 6-е                | 6  | 0 | 3  | 3  | 2  |
| Національна збірна | Національна збірна | Національна збірна | Національна збірна | 25 | 8 | 12 | 20 | 22 |